# Isabell van Ackeren
Isabell van Ackeren-Mindl (* 1974 in Duisburg) ist eine deutsche Erziehungswissenschaftlerin und Professorin für Bildungssystem- und Schulentwicklungsforschung an der Universität Duisburg-Essen.

## Ausbildung und Wirken
Nach dem Abitur in Duisburg-Huckingen studierte sie von 1994 bis 1999 Biologie, Germanistik und Erziehungswissenschaften an der damaligen Universität Essen, wo sie auch das Erste Staatsexamen für das Lehramt der Sekundarstufen I und II ablegte. Nach Forschungsaufenthalten in England, Frankreich und den Niederlanden wurde sie 2003 in Essen über das Thema „Nutzung großflächiger Tests für die Schulentwicklung. Erfahrungen aus England, Frankreich und den Niederlanden“ promoviert. Anschließend war sie bis 2007 wissenschaftliche Mitarbeiterin und Assistentin an der Arbeitsgruppe Bildungsforschung und -planung in Essen. 2006 wurde sie als Professorin an die Johannes-Gutenberg-Universität Mainz berufen, wo sie u. a. bis 2009 Sprecherin des dortigen „Zentrums für Bildungs- und Hochschulforschung“ war. Seit 2009 ist van Ackeren W3-Professorin für Bildungssystem- und Schulentwicklungsforschung an der Universität Duisburg-Essen (UDE). Einen Ruf an die Universität zu Köln lehnte sie 2012 ab.
Von August 2014 bis März 2022 war sie Prorektorin für Studium und Lehre der UDE. Davor war sie von 2010 bis 2014 Studiendekanin der Fakultät für Bildungswissenschaften.
Van Ackeren-Mindl war bzw. ist Mitglied in zahlreichen Fachgesellschaften und Expertenkommissionen sowie Mitherausgeberin mehrerer Fachzeitschriften. Sie ist Mitglied in der Ständigen Wissenschaftlichen Kommission der Kultusministerkonferenz und Mitglied des Beirats der Akademien Bildung & Begabung, dem Talentförderzentrum von Bund und Ländern „Bildung & Begabung“.

## Publikationen (Auswahl)

### Monografien
- Evaluation, Rückmeldung und Schulentwicklung: Erfahrungen mit zentralen Tests, Prüfungen und Inspektionen in England, Frankreich und den Niederlanden. 1. Auflage. Waxmann, Münster; New York; München; Berlin 2003, ISBN 978-3-8309-1377-1 (Zugleich: Duisburg, Essen, Univ., Diss., 2003).

### Mitautorenschaften (Auswahl)
- mit Klaus Klemm; Svenja Mareike Schmid-Kuhn: Entstehung, Struktur und Steuerung des deutschen Schulsystems: Eine Einführung. 4., aktualisierte und erweiterte Auflage. Springer VS, Wiesbaden [2024], ISBN 978-3-658-43347-5.
- mit Anke Thierack: Der Projektwettbewerb: Ideen für die Kooperation von Schule und Wirtschaft. 1. Auflage. Juventa, Weinheim; München 2004, ISBN 978-3-7799-1674-1.
- mit Gertrud Hovestadt: Indikatorisierung der Empfehlungen des Forum Bildung: Ein exemplarischer Versuch unter Berücksichtigung der bildungsbezogenen Indikatorenforschung und -entwicklung. 1. Auflage. BMBF, Referat Publ., Internetred., Berlin; Bonn 2003.

### Mitherausgeberschaften (Auswahl)
- mit Kerstin Göbel; Mathias Jan Ropohl (Hrsg.): Bildungsforschung und Bildungspraxis in der Metropole Ruhr: Schule und Lehrkräftebildung gemeinsam im regionalen Kontext entwickeln. 1. Auflage. Waxmann, Münster 2025, ISBN 978-3-8309-4998-5.
- mit Heinz Günter Holtappels; Nina Bremm; Annika Hillebrand (Hrsg.): Schulen in herausfordernden Lagen – Forschungsbefunde und Schulentwicklung in der Region Ruhr: Das Projekt „Potenziale entwickeln – Schule stärken“. 1. Auflage. Juventa, Weinheim; Basel 2021, ISBN 978-3-7799-6425-4.
- mit Michael Kerres; Sandrina Heinrich (Hrsg.): Flexibles Lernen mit digitalen Medien ermöglichen: Strategische Verankerung und Erprobungsfelder guter Praxis an der Universität Duisburg-Essen. [1. Auflage]. Waxmann Verlag, Münster 2018, ISBN 978-3-8309-3652-7.
- mit Martin Heinrich; Felicitas Thiel (Hrsg.): Evidenzbasierte Steuerung im Bildungssystem?: Befunde aus dem BMBF-SteBis-Verbund. 1. Auflage. Waxmann, Münster; New York, NY; München; Berlin 2013, ISBN 978-3-8309-2962-8.

## Einzelbelege
1. ↑  Mitglieder der SWK. Abgerufen am 10. Dezember 2021.
2. ↑  Mitglieder des Beirates Akademien Bildung & Begabung. Abgerufen am 20. April 2023.

| Personendaten    | Personendaten                                              |
| ---------------- | ---------------------------------------------------------- |
| NAME             | Ackeren, Isabell van                                       |
| KURZBESCHREIBUNG | deutsche Erziehungswissenschaftlerin und Hochschullehrerin |
| GEBURTSDATUM     | 1974                                                       |
| GEBURTSORT       | Duisburg                                                   |